# Осос риваси Мадрид
Осос риваси Мадрид су клуб америчког фудбала из Мадрида у Шпанији. Основани су 1989. године и своје утакмице играју на стадиону Серо дел Телеграфо. Такмиче се тренутно у највишем рангу у шпанској лиги ЛНФА, и Лига шампиона - Група Запад.